# Lay the Favorite
Lay the Favorite (bra: O Dobro ou Nada; promovido como Lay the Favourite no Reino Unido) é um filme de comédia britânico-estadunidense de 2012 estrelado por Bruce Willis e Catherine Zeta-Jones. O longa foi baseado no livro de memórias de mesmo nome por Beth Raymer. O filme foi dirigido por Stephen Frears.

## Elenco
- Bruce Willis como Dink Heimowitz
- Catherine Zeta-Jones como Tulip Heimowitz
- Rebecca Hall como Beth Raymer
- Joshua Jackson como Jeremy
- Vince Vaughn como Rosie
- Laura Prepon como Holly
- John Carroll Lynch como Dave Greenberg
- Corbin Bernsen como Jerry Raymer
- Frank Grillo como Franky

## Produção
As filmagens começaram em abril de 2011 em Las Vegas, Nevada, também teve lugar nas cidades de Nova Orleães e Nova Iorque.[carece de fontes?]

## Recepção
O filme recebeu críticas negativas por parte dos críticos. O filme detém uma classificação de 18% no Rotten Tomatoes com base em 50 comentários.